# アパレシダ・デ・ゴイアニア
アパレシダ・ジ・ゴイアニア（ポルトガル語: Aparecida de Goiânia、ポルトガル語発音: [apaɾeˈsidɐ dʒi ɡoˈjɐ̃niɐ]）は、ブラジルのゴイアス州の都市。人口は約59万人（2020年）で、州内第二の都市である。

## 地理
州都ゴイアニアの南に隣接し、都市圏の一部である。ゴイアニア市内より住宅価格の低いベッドタウンとして、急速に発展してきた。国道153号（ゴイアニアからサンパウロに至る）をはじめ、いくつかの幹線道路が通る。主な河川にメイア＝ポンチ川がある。

## 人口統計
市の人口は1980年には4万2000人だったが、その後は高い人口増加率を維持した。
- 人口増加率 - 5.06%（2000年から2007年）

## 歴史
アパレシダの歴史は、常にゴイアニアとともにあった。1922年、アパレシーダの聖母の信徒らが寄進した土地に、聖母をの教会が建立された。1958年にゴイアニアの一地区として村に昇格し、アパレシダ・デ・ゴイアスと命名された。同年にゴイアランディア (Goialândia) と改称されたが、1963年にもとの地名に戻された。

## 経済
州都に近いことから、クッキーのマベルやベペサなどの企業が進出しており、国道153号の沿線には4つの工業団地が形成されている。近年はさらに企業の進出がめざましく、2007年には964社を数えた。金融機関は、2007年の時点で13社が事務所を置く。また農業も行われており、2003年には1万1700頭の家畜が飼育されていた。コメ、キャッサバ、バナナ、ココナッツ、サトウキビなどの作物が生産されている。

## 福祉・教育
- 病院 - 8か所、782床
- 乳児死亡率 - 20.9（2000年）
- 識字率 - 92.1%（2000年）
- 人間開発指数 - 0.764

## 気候
サバナ気候 (Aw) で、年間平均気温は21度、降水量は1500ミリである。降雨は11月から3月に集中する。

## 観光
守護聖人をまつるノッサ・セニョーラ・アパレシダなどの祭りには、多くの観光客がこの工業都市を訪れる。